# Gesiel José de Lima
Gesiel José de Lima (Olinda, 8 december 1968), ook wel kortweg Nasa genoemd, is een voormalig Braziliaans voetballer.